# Tzvetan Todorov

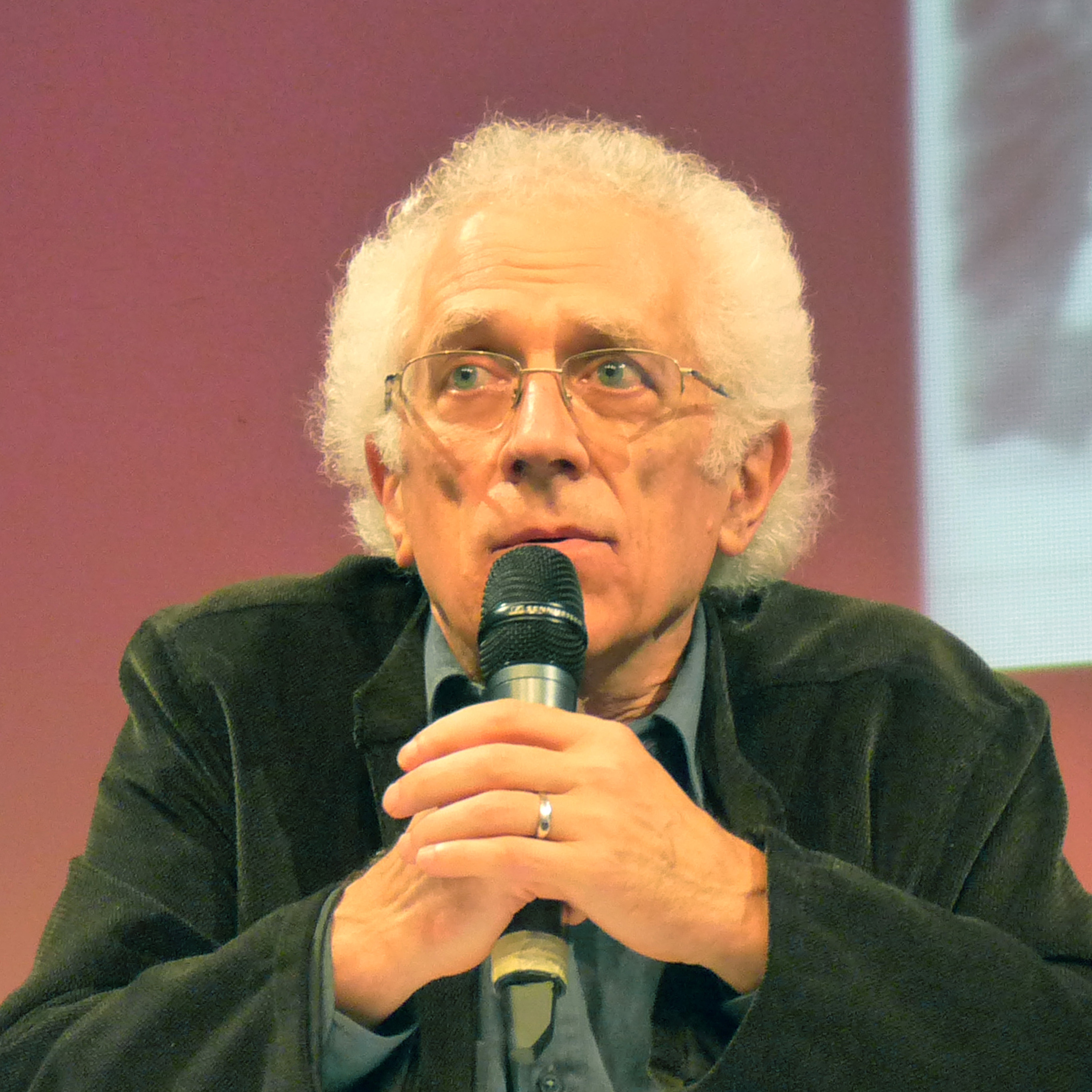
Tzvetan Todorov (2011)

Tzvetan Todorov (bulgarisch Цветан Тодоров, dt. Transkription Zwetan Todorow; * 1. März 1939 in Sofia; † 7. Februar 2017 in Paris) war ein bulgarisch-französischer Schriftsteller und Wissenschaftler. Seine Forschungstätigkeit lässt sich der Soziologie, Politik, Philosophie, Geschichte, Kunstgeschichte, Linguistik, Literaturwissenschaft und Semiotik zuordnen.

## Leben
Todorov wanderte 1963 nach Frankreich aus und ging nach Paris, wo er 1970 promovierte. Er nahm die französische Staatsbürgerschaft an und verstand sich als Europäer. 1968 begann er seine Tätigkeit am Centre national de la recherche scientifique (CNRS) in Paris, ab 1987 im Rang eines Directeur de recherche.
Indem Todorov Texte russischer Formalisten ins Französische übersetzte und in seinem Buch Théorie de la littérature 1965 in Frankreich herausgab, wurde er neben Julia Kristeva zum wichtigsten Vermittler russischer Literaturtheorie im französischen Strukturalismus.
In seinem Werk Einführung in die fantastische Literatur (1970) beschäftigt sich Tzvetan Todorov mit der Gattung der fantastischen Literatur. Todorovs Theorie ist der Ausgangspunkt fast aller seither aufgestellter Bestimmungsversuche des Fantastischen. Die deutschsprachige Diskussion zu diesem Genre ist erst durch Todorovs Buch initiiert worden.
Das Werk Die Eroberung Amerikas. Das Problem des Anderen (im Original erschienen 1982) behandelt die europäische Kolonisierung der Neuen Welt und das Phänomen der Alterität, das dem Westen half, die Kulturen Amerikas als Fremde zu markieren, um sie anschließend „entdecken“ zu können. Todorov fragt, wie in den Diskursen der Entdeckung und Eroberung Modelle von Andersartigkeit entstanden sind und wie diese die Prozesse nationaler und kultureller Identität in Europa beeinflusst haben, also wie dadurch „unsere gegenwärtige Identität vorgezeichnet und begründet“ wurde.
Todorovs Analyse der Anerkennung ist vor allem für die Anthropologie und Soziologie von Bedeutung. Er widerspricht darin Niccolò Machiavelli und Thomas Hobbes, die Gemeinschaft nur als notwendiges Übel ansähen, zu dem der Mensch aus Mangel heraus gezwungen sei. Todorov sieht die Gemeinschaft demgegenüber als ein Bedürfnis an. Dieses stütze sich auf den psychischen Wunsch nach Anerkennung. Diese Konzeption, den Wunsch nach Anerkennung als die zentrale Bedingung des menschlichen Miteinanders anzusehen, geht auf Lacans Psychoanalyse und Kojèves Interpretation Hegels zurück.
Gastprofessuren führten ihn an die New York University, Columbia University, Harvard University, Yale University und die University of California in Berkeley. Zudem war er ab 1998 Mitglied der American Philosophical Society und ab 2007 der American Academy of Arts and Sciences. Die Académie royale des Sciences, des Lettres et des Beaux-Arts de Belgique nahm ihn im Dezember 2006 als assoziiertes Mitglied auf.
Todorov war mit der aus Kanada stammenden Romanautorin Nancy Huston verheiratet.

## Werke
- La description de la signification en littérature. In: Zeitschrift Communications 4, S. 33–39, 1964.
  - deutsch Die Beschreibung der Bedeutung in der Literatur. In: Literaturwissenschaft und Linguistik 3. Hrsg. v. Jens Ihwe, Athenäum, Frankfurt 1971, S. 120–130
- Als Übersetzer und Herausgeber: Théorie de la littérature: textes des formalistes russes. Seuil, Paris 1965. (mit einem Vorwort von Roman Jakobson, dem Mitbegründer des Prager Strukturalismus) Taschenbuchausgabe: Ed. du Seuil, Paris 2001, Collection points essais ISBN 2-02-049749-2
- Les catégories du récit littéraire. In: Zeitschrift Communications 8, S. 125–151, 1966
  - deutsch Die Kategorien der literarischen Erzählung. In: Zur Struktur des Romans. Hrsg. Bruno Hillebrand. Darmstadt 1978, S. 347–369, ISBN 3-534-07074-7, Übers. Irmela Rehbein
- Les anomalies sémantiques. In: Langages 1, 1966, S. 100–123
  - deutsch Die semantischen Anomalien. In: Literaturwissenschaft und Linguistik 1, Hrsg. Jens Ihwe, Reihe Ars poetica 8.1. Athenäum, Frankfurt 1971
- Poétique. In: Qu'est-ce que le structuralisme ?. Hrsg. François Wahl und Oswald Ducrot. Ed. du Seuil, Paris 1968
  - deutsch Poetik. In: Einführung in den Strukturalismus. Hrsg. v. François Wahl. Suhrkamp, Frankfurt a. M. 1973, S. 105–180, aus dem Französischen von Eva Moldenhauer, ISBN 3-518-07610-8
- Introduction à la littérature fantastique. Ed. du Seuil, Paris 1970, ISBN 978-2-02-004374-8
  - deutsch Einführung in die phantastische Literatur. Übers. aus dem Französischen von Karin Kersten, Senta Metz, Caroline Neubaur. S. Fischer, Frankfurt 1992, zuerst Hanser, München 1972, ISBN 3-446-11632-X; Wagenbach, Berlin 2013, ISBN 978-3-8031-2698-6.
- Grammaire du „Décaméron“, Mouton, Frankfurt 1969, hier prägte Todorov den Begriff „Narratologie“.
- Poétique de la prose. Éd. du Seuil, Paris 1971, ISBN 2-02-002037-8
  - deutsch Poetik der Prosa, Athenäum, Frankfurt a. M. 1972, aus dem Französischen von Helene Müller, ISBN 3-7610-9241-5.
- Théories du symbole. Éd. du Seuil, Paris 1977, ISBN 2-02-004606-7
  - deutsch Symboltheorien. Aus dem Französischen von Beat Gyger. Reihe: Konzepte der Sprach- und Literaturwissenschaft 54, Niemeyer, Tübingen 1995. ISBN 3-484-22054-6
- Symbolisme et interprétation. Éd. du Seuil, Paris 1978, ISBN 2-02-004999-6
  - Symbolism and Interpretation. Übersetzung Catherine Porter. Cornell UP, Ithaca 1982, ISBN 0-8014-1269-2
- Les genres du discours. Éd. du Seuil, Paris 1978 (Coll. Poétique.) ISBN 2-02-005000-5
  - Genres in Discourse. Übers. Catherine Porter, Cambridge UP, Ithaca 1990, ISBN 0-521-34249-X
- Dictionnaire encyclopédique des sciences du langage. mit Oswald Ducrot. Éd. du Seuil, Paris ISBN 2-02-014437-9
  - deutsch Enzyklopädisches Wörterbuch der Sprachwissenschaften. Übers. Micheline Theune-Baube und Arno Ros, Athenaion, Wiesbaden 1975, ISBN 3-7997-0162-1
  - englisch Encyclopedic Dictionary of the Sciences of Language. Übers. Catherine Porter, Johns Hopkins UP, Baltimore ISBN 0-8018-2857-0
- Mikhaïl Bakhtine, le principe dialogique suivi de Écrits du Cercle de Bakhtine, Éd. du Seuil, Paris 1981, ISBN 2-02-005830-8
  - englisch Mikhail Bakhtin, The Dialogical Principle. Reihe: Theory and History of Literature, Bd. 13, Übers. Wlad Godzich, University of Minnesota Press, Minneapolis 1984, ISBN 0-8166-1291-9
- La conquête de l’Amérique : la question de l’autre. Éd. du Seuil, Paris 1982, ISBN 2-02-012576-5
  - deutsch Die Eroberung Amerikas. Das Problem des Anderen. Übers. Wilfried Böhringer, 8. Auflage. Suhrkamp, Frankfurt 2002, ISBN 3-518-11213-9
- Récits aztèques de la conquête. Textes choisis et prés. par Georges Baudot et Tzvetan Todorov; trad. du náhuatl par Georges Baudot et de l’espagnol par Pierre Cordoba; annotés par Georges Baudot. Éd. du Seuil, Paris 1983, ISBN 2-02-006628-9.
- Frêle bonheur. Essai sur Rousseau. Textes du XXe Siècle, Hachette, Paris 1985, ISBN 2-01-011213-X.
  - englisch Frail happiness: an essay on Rousseau. Übersetzt von John T. Scott und Robert D. Zaretsky. Pennsylvania State Univ. Press, University Park, Pa. 2001. XXXII, 70 S., ISBN 0-271-02110-1.
- Critique de la critique : un roman d’apprentissage. Éd. du Seuil, Paris 1984, ISBN 2-02-008510-0.
  - englisch Critique de la critique: Literature and its Theorists: A Personal View of Twentieth Century Criticism. Übersetzt von Catherine Porter. Cornell UP, Ithaca und Routledge & Kegan Paul, London 1987, ISBN 0-7102-1421-9.
- Nous et les autres: La réflexion française sur la diversité humaine. Éd. du Seuil, Paris 1989, ISBN 2-02-018217-3.
  - englisch On Human Diversity: Nationalism, Racism, and Exotism in French Thought. Übersetzt von Catherine Porter, Harvard University Press, Cambridge, Mass. 1993, ISBN 0-674-63439-X
- Les Morales de l’histoire. Grasset, Paris 1991, ISBN 2-246-42581-6.
  - englisch  The Morals of History. Übersetzt von Alyson Waters, University of Minnesota Press, Minneapolis 1995, ISBN 0-8166-2298-1.
- Face à l’extrême. Éd. du Seuil, Paris 1991, ISBN 2-02-012884-5
  - deutsch Angesichts des Äußersten. Übers. Wolfgang Heuer und Andreas Knop, Fink, München 1993, ISBN 978-3-7705-2855-4.
  - englisch Facing the Extreme: moral life in the concentration camps. Übers. Arthur Denner und Abigail Pollak. Henry Holt, New York 1996, ISBN 0-8050-4263-6
- Éloge du quotidien: essai sur la peinture hollandaise du XVIIe siècle, Adam Biro, Paris 1993, ISBN 2-02-031198-4.
- Une tragédie française – Eté 1944 : scènes de guerre civil. Éd. du Seuil, Paris 1994, ISBN 2-02-067920-5.
  - englisch A French Tragedy: Scenes of Civil War, Summer 1944. Übers. Mary Bird Kelly, Richard J. Golson. University Press of New England, Hannover 1996, ISBN 0-87451-747-8.
- La vie commune. Essai d’anthropologie générale. Paris 1995.
  - Abenteuer des Zusammenlebens. Versuch einer allgemeinen Anthropologie. Klaus Wagenbach, Berlin 1996 / Fischer TB 1999
  - Abenteuer des Zusammenlebens: Versuch einer allgemeinen Anthropologie (Originaltitel: La vie commune, übersetzt von Wolfgang Kaiser), Nachwort Jürgen Straub, Psychosozial-Verlag, Gießen 2015, ISBN 978-3-8379-2525-8.
- Benjamin Constant. La passion démocratique. Hachette, Paris 1997, ISBN 2-253-13071-0
  - englisch A Passion for Democracy: Benjamin Constant. Übers. Alice Seberry. Algora, New York 1999, ISBN 978-1-892941-01-5
- Le Jardin imparfait. La pensée humaniste en France. Grasset, Paris 1998, ISBN 2-246-56981-8
  - englisch Imperfect Garden: The Legacy of Humanism. Übers. Carol Cosman. Princeton UP, Princeton 2002, ISBN 0-691-01047-1
- Les Abus de la mémoire. Arléa, Paris 1998, ISBN 2-86959-405-4
- La Fragilité du bien. Le sauvetage des Juifs bulgares. Von T. T. zusammengestellte und kommentierte Texte. Übers. aus dem Bulgarischen Marie Vrinat und Irène Kristeva; Reihe: Le Grand livre du mois. Albin Michel, Paris 1999. ISBN 2-226-11086-0
  - englisch The Fragility of Goodness, Why Bulgaria’s Jews Survived the Holocaust. Übersetzt aus dem Französischen von Arthur Denner. Princeton University Press, Princeton 2001, 208 S., ISBN 0-691-08832-2
- Éloge de l’individu: essai sur la peinture flamande de la Renaissance. Adam Biro, Paris 2000
- Memoire du mal, tentation du bien. Robert Laffont, Paris 2000, ISBN 2-221-09079-9
  - englisch Hope and Memory: Lessons from the Twentieth Century. Übers. D. Bellos, Princeton UP, Princeton 2003, ISBN 0-691-09658-9
- Devoirs et Délices. Une vie de passeur. Gespräche mit Catherine Portevin, Éd. du Seuil, Paris 2002, ISBN 2-02-067912-4
- Le Nouveau désordre mondial. Réflexions d’un Européen. Robert Laffont, Paris 2003, ISBN 2-221-10122-7
  - deutsch Die verhinderte Weltmacht. Reflexionen eines Europäers. Übers. Hanna van Laak. Wilhelm Goldmann, München 2003, ISBN 3-442-15273-9; wieder bei der Bundeszentrale für politische Bildung
- Les Aventuriers de l’absolu. Robert Laffont, Paris 2005, ISBN 2-221-09968-0
- L’Esprit des Lumières. ebd. 2006, ISBN 2-221-10666-0
- La Littérature en péril. Flammarion, Paris 2007, ISBN 978-2-08-120189-7
- L’art ou la vie! Le cas Rembrandt. Biro, Paris 2008, ISBN 978-2-35119-042-5
- La Peur des barbares, Au-delà du choc des civilisations. Robert Laffont, Paris 2008, ISBN 2-221-11125-7
  - deutsch Die Angst vor den Barbaren. Kulturelle Vielfalt versus Kampf der Kulturen. Übersetzt von Ilse Utz. Hamburger Edition, Hamburg 2010, ISBN 978-3-86854-221-9
- La Signature humaine. Essais 1983–2008. Le Seuil, Paris 2009, ISBN 2-02-099326-0

## Auszeichnungen
- 1991 Prix Jean Jacques Rousseau, Genf, für Les Morales de l’histoire
- 1998 Prix européen de l’essai Charles Veillon, Lausanne, für Benjamin Constant. La Passion démocratique
- 2004 Spinoza-Prijs, Amsterdam
- 2007 Premio Grinzane Cavour, Turin, Premio “Dialogo tra i continenti”
- 2008 Premio Mondello, Spezialpreis der Jury für La littérature en peril (bzw. für die italienische Ausgabe La letteratura in pericolo)
- 2008 Prinz-von-Asturien-Preis